# Maciej Marton
Maciej Marton (ur. 1 maja 1991 w Warszawie) – polski pilot rajdowy. Syn Rafała Martona.
Maciej Marton zadebiutował na początku 2011 roku. Już w pierwszych dwóch sezonach 2011 i 2012 zdobył Mistrzostwo FIA CEZ w kategorii T2 oraz Mistrzostwo FIA CEZ w kategorii T1.
W załodze rajdowej z czeskim kierowcą Miroslavem Zapletalem odnotował 1. miejsce FIA CEZ Cross Country Trophy 2012 w klasyfikacji generalnej oraz 2. miejsce w Pucharze Świata Cross Country 2012.

## Osiągnięcia sportowe

### 2012
- Z kierowcą Miroslavem Zapletalem, II miejsce w Pucharze Świata FIA w klasyfikacji generalnej pilotów[1]:
  - Rajd Baja Portalegre 500 – 1. miejsce w kl. generalnej (Puchar Świata FIA)
  - Rajd Faraonów – 3. miejsce w kl. generalnej (Puchar Świata FIA)
  - Rajd Baja Poland – 2. miejsce w kl. generalnej (Puchar Świata FIA) (FIA CEZ)
  - Rajd Hungarian Baja – 3. miejsce w kl. generalnej (Puchar Świata FIA)
  - Rajd Baja Gyula Varfudo – 1. miejsce w kl. generalnej (FIA CEZ)
  - Rajd Baja Espana Aragon – 6. miejsce w kl. generalnej (Puchar Świata FIA)
  - Rajd Baja Carpathia – 1. miejsce w kl. generalnej (FIA CEZ)
  - Rajd Cup of Dunes – 2. miejsce w kl. generalnej
  - Rajd Baja Rabakoz – 4. miejsce w kl. generalnej (FIA CEZ)
- Z kierowcą Hanną Sobotą:
  - Rajd Silk Way 2012 – 32. miejsce w kl. generalnej
  - Rajd Italian Baja – 21. miejsce w kl. generalnej (Puchar Świata)

### 2011
- FIA CEZ Cross – Country Trophy – 1. miejsce w klasie T2, załoga G. Szwagrzyk/M. Marton
- Mistrzostwa Słowacji w Rajdach Terenowych – Mistrzostwo Słowacji w klasie T2, załoga G. Szwagrzyk/M. Marton
- Puchar Polski w Rajdach Terenowych – 2. miejsce w klasie T2, załoga G. Szwagrzyk/M. Marton
- Rajdowe Mistrzostwa Polski Samochodów Terenowych – Wicemistrzostwo Polski w klasie T2, załoga G. Szwagrzyk/M. Marton
- Rajd RMF Morocco Challenge – 5. miejsce, załoga H.Sobota/M. Marton
- Rajd ORC Baja Slovakia – 9. miejsce w klasyfikacji generalnej, 4. miejsce w klasie T2, załoga G. Szwagrzyk/M. Marton
- Rajd Internext Vsetin – 17. miejsce w klasyfikacji generalnej, 8. miejsce w klasie T2, załoga G.Szwagrzyk/M. Marton
- Rajd Baja Poland – 10. miejsce w klasyfikacji generalnej, 2. miejsce w klasie T2, załoga G. Szwagrzyk/M. Marton
- Rajd Gyulai Varfurdo Kupa – 15. miejsce w klasyfikacji generalnej, 2. miejsce w klasie T2, załoga G. Szwagrzyk/M. Marton
- Rajd Baja Carpathia – 16. miejsce w klasyfikacji generalnej, 4. miejsce w klasie T2, załoga G. Szwagrzyk/M. Marton
- Rajd Albania Rally – 14. miejsce w klasyfikacji generalnej, 1. miejsce w klasie WT, załoga H. Sobota/M. Marton
- Rajd Admiral Rabakoz Kupa – 11. miejsce w kl. generalnej, 1. miejsce w klasie T2, załoga G. Szwagrzyk/M. Marton
- Rajd Great Escape – 21. miejsce w kl. generalnej, załoga H. Sobota/M. Marton